# Nicolaj Ghiaurov
Nikolaj Georgiev Gjaurov (in bulgaro Николай Георгиев Гяуров?, noto in Italia come Nicolai Ghiaurov; Velingrad, 13 settembre 1929 – Modena, 2 giugno 2004) è stato un basso bulgaro naturalizzato italiano.

## Biografia
Sviluppò buona parte della carriera in Italia, dove era giunto ancora giovane dalla nativa Bulgaria dopo aver debuttato nel 1955 a Sofia nel ruolo di Don Basilio ne Il barbiere di Siviglia di Rossini.
L'ampio repertorio ha compreso ruoli in lingua russa (Boris Godunov, Eugenio Onegin), italiana (Mefistofele, Don Carlos, Simon Boccanegra, La bohème) e francese (Faust, Don Quichotte). Ha lasciato due celebri incisioni di Don Giovanni. 
Considerato uno dei maggiori bassi del XX secolo; è famoso per il fraseggio nobile e per il caldo e morbido timbro vocale.

### Vita privata
Dal 1981 è stato compagno del soprano Mirella Freni. Dalla sua prima moglie, la pianista Zlatina Mishakova, ha avuto un figlio Vladimir Ghiaurov, direttore d'orchestra, e la figlia Elena Ghiaurov di professione attrice.

## Cronologia
Nell'ottobre 1957 è Ramfis in Aida al Wiener Staatsoper con Christa Ludwig e Rolando Panerai diretto da Antonino Votto.
Nel febbraio 1960 è Varlaam nella prima rappresentazione nel Teatro alla Scala di Milano di Boris Godunov con Boris Hristov e Fiorenza Cossotto sempre diretto da Votto. Sempre alla Scala in aprile dello stesso anno è Ramfis nella prima di Aida con Giulietta Simionato e Birgit Nilsson diretto da Nino Sanzogno, in giugno canta lo Stabat Mater di Rossini con Anita Cerquetti la Simionato e Gianni Raimondi, in dicembre Il Grande Inquisitore nella prima di Don Carlos con Hristov, Flaviano Labò ed Ettore Bastianini, Antonietta Stella e la Simionato, nel gennaio 1961 è Padre Guardiano nella prima de La forza del destino ed in dicembre dello stesso anno è Creonte nella prima di Medea con Maria Callas, la Simionato e Jon Vickers diretto da Thomas Schippers, nel gennaio 1962 Baldassarre nella prima di La favorita, in marzo Mefistofele nella prima di Faust con Renata Scotto ed in maggio Marcello nella prima di Gli ugonotti con Joan Sutherland.
All'Arena di Verona nel 1961 è Ramfis in Aida con la Cossotto e Carlo Bergonzi e nel 1962 Zaccaria in Nabucco con Adriana Lazzarini.
Al Royal Opera House di Londra debutta come Il Padre Guardiano ne La forza del destino con Bergonzi e Renato Capecchi diretto da Georg Solti nel settembre 1962 e nel novembre 1963 è Philip II in Don Carlos con la Cossotto.
Ancora a Vienna nel gennaio 1963 è Filippo II in Don Carlo sempre con la Ludwig; questo sarà il ruolo maggiormente rappresentato allo Staatsoper, 46 recite fino al 1999. Sempre a Vienna in febbraio dello stesso anno è Méphistophélès in Faust diretto da Georges Prêtre, nel 1964 è Padre Guardiano ne La forza del destino con la Simionato, nel 1965 è Don Giovanni e nel 1969 Jacopo Fiesco in Simon Boccanegra con Gundula Janowitz e Carlo Cossutta.
Ancora alla Scala nel marzo 1963 è Don Giovanni nella prima con Leontyne Price, Elisabeth Schwarzkopf, Mirella Freni e Rolando Panerai, in luglio canta il Requiem di Verdi con Carlo Bergonzi diretto da Herbert von Karajan.
All'Opera di Chicago è Méphistophélès in Faust nell'ottobre 1963, Philip II in Don Carlo con Richard Tucker, Tito Gobbi, Grace Bumbry che si alternava con la Cossotto e Leyla Gencer e Don Giovanni con Alfredo Kraus nel 1964 e Mefistofele di Boito con Renata Tebaldi nell'ottobre 1965.
Al Teatro alla Scala nel gennaio 1964 Basilio nella prima di Il barbiere di Siviglia con Luigi Alva, la Cossotto e Sesto Bruscantini, in marzo è Mefistofele nella prima con Bergonzi e Rajna Kabaivanska e nell'aprile 1965 è Mosè in Egitto nella prima e nel maggio dello stesso anno è Jacopo Fiesco in Simon Boccanegra.
Al Metropolitan Opera House di New York debutta come Méphistophélès in Faust con Robert Merrill diretto da Prêtre nel novembre 1965. Sempre nello stesso mese al Met è Philip II in Don Carlo con Richard Tucker e la Kabaivanska diretto da Schippers, nel 1967 è Padre Guardiano ne La forza del destino con Leontyne Price, Sherrill Milnes e Fernando Corena e nel 1968 Jacopo Fiesco in Simon Boccanegra con Cornell MacNeil e Rita Orlandi Malaspina.
Nel Großes Festspielhaus di Salisburgo nel 1966 canta nella ripresa di Boris Godunov diretto da Karajan e nel 1975 canta nella prima rappresentazione di Don Carlos diretto da von Karajan con la Freni, Anna Tomowa-Sintow, Christa Ludwig, Domingo, Cappuccilli e José van Dam.
A Chicago nell'ottobre 1966 è Boris Godunov e nel 1969 Ivan Chovanskij in Chovanščina.
Alla Scala il 7 dicembre 1966 è Zaccaria nella serata di apertura della stagione con Nabucco, nel 1967 è il Principe Ivan Chovanskij nella prima di Chovanščina, il 7 dicembre 1969 nella serata d'inaugurazione della stagione lirica è Silva in Ernani con Plácido Domingo e Rajna Kabaivanka Corsaletti, nel 1975 è Attila nella prima con Piero Cappuccilli e Rita Orlandi Malaspina, il 7 dicembre 1975 Banco in Macbeth nella serata d'inaugurazione della stagione d'opera con Cappuccilli, Shirley Verrett e Alfredo Mariotti diretto da Claudio Abbado, nel 1980 Creonte nella prima di Oedipus rex diretto da Abbado, nel 1986 Arkel in Pelléas et Mélisande con Frederica von Stade diretto da Abbado ed Il principe Gremin nella prima di Eugenio Onegin con Mirella Freni diretto da Seiji Ozawa, nel 1993 tiene un recital, nel 1994 è Colline nella prima de La bohème con Roberto Alagna e la Freni ed infine nel 1997 è Alvise Badoero nella prima de La Gioconda.
Al San Francisco Opera nel 1967 è Méphistophélès in Faust, nel 1983 Boris Godunov, nel 1986 Principe Gremin in Eugenio Onegin, nel 1987 Don Basilio ne Il Barbiere di Siviglia, nel 1988 Colline ne La bohème ed infine nel 1990 il Principe Ivan Chovanskij in Chovanščina.
Al Teatro dell'Opera di Roma nel 1968 è Filippo II in Don Carlo e nel 1992 è stato Colline con Roberto Alagna, Alfredo Mariotti e la Freni diretto da Daniel Oren.
Nel 1972 canta nella ripresa nel Teatro Comunale di Firenze di Attila diretto da Riccardo Muti e nella ripresa nel Nationaltheater (Monaco di Baviera) di Aida diretto da Claudio Abbado con la Cossotto, Domingo e Cappuccilli.
Al Covent Garden di Londra nel 1974 è Boris Godunov, nel 1976 Méphistophélès in Faust con la Freni, nel 1977 Philip II in Don Carlos con Katia Ricciarelli, José Carreras e Grace Bumbry e nel 1988 Prince Gremin in Eugenio Onegin con la Freni.
A Vienna nel 1974 è Basilio ne Il barbiere di Siviglia, nel 1976 Boris Godunov, nel 1980 Attila con Cappuccilli diretto da Giuseppe Sinopoli, nel 1982 Banquo in Macbeth con Renato Bruson diretto da Sinopoli, nel 1988 Principe Gremin in Eugen Onegin con la Freni diretto da Seiji Ozawa ed Arkel in Pelléas et Mélisande con Christa Ludwig diretto da Claudio Abbado e nel 1989 Principe Ivan Chovanskij in Chovanščina diretto da Claudio Abbado. Complessivamente allo Staatsoper Ghiaurov ha tenuto 229 rappresentazioni fino al 1999.
A Bilbao nel 1982 canta in Don Carlo ed in Simon Boccanegra con la Freni.
A Chicago nel 1984 è Prince Gremin in Eugene Onegin con la Freni e Jean Kraft ed infine nel 1996 è Colline ne La bohème con Vincenzo La Scola e la Freni.
Al Metropolitan nel 1988 è Banquo in Macbeth, nel 1989 Prince Gremin in Eugenio Onegin, nel 1990 Sparafucile in Rigoletto con Juan Pons e June Anderson e Boris Godunov, nel 1994 Don Basilio ne Il Barbiere di Siviglia con Enzo Dara e nel 1995 Arkel in Pelléas et Mélisande con Frederica von Stade e Marilyn Horne diretto da James Levine.
Nel 1996 è Colline ne La bohème diretto da Daniel Oren con la Freni, Pavarotti, Lucio Gallo, Pietro Spagnoli ed Alfredo Mariotti in diretta sulla RAI.

## Discografia
| Anno | Titolo Ruolo                          | Cast                                                         | Direttore             | Etichetta           |
| ---- | ------------------------------------- | ------------------------------------------------------------ | --------------------- | ------------------- |
| 1964 | Il barbiere di Siviglia Don Basilio   | Teresa Berganza, Manuel Ausensi, Ugo Benelli                 | Silvio Varviso        | Decca               |
| 1965 | Don Carlos Filippo II                 | Carlo Bergonzi, Renata Tebaldi, Dietrich Fischer-Dieskau     | Georg Solti           | Decca               |
| 1966 | Faust Mephistofeles                   | Franco Corelli, Joan Sutherland, Margreta Elkins             | Richard Bonynge       | Decca               |
|      | Don Giovanni                          | Walter Berry, Christa Ludwig, Claire Watson                  | Otto Klemperer        | EMI                 |
| 1970 | Anna Bolena Enrico VIII               | Elena Souliotis, Marilyn Horne, John Alexander               | Silvio Varviso        | Decca               |
| 1970 | Boris Godunov                         | Galina Višnevskaja, Martti Talvela, Ludovic Spiess           | Herbert von Karajan   | Decca               |
|      | Macbeth Banco                         | Dietrich Fischer-Dieskau, Elena Souliotis, Luciano Pavarotti | Lamberto Gardelli     | Decca               |
| 1971 | Lucia di Lammermoor Raimondo Bidebent | Joan Sutherland, Sherrill Milnes, Luciano Pavarotti          | Richard Bonynge       | Decca               |
| 1972 | Turandot Timur                        | Joan Sutherland, Luciano Pavarotti, Montserrat Caballé       | Zubin Mehta           | Decca               |
|      | La bohème Colline                     | Mirella Freni, Luciano Pavarotti, Rolando Panerai            | Herbert von Karajan   | Decca               |
| 1973 | I puritani Giorgio                    | Joan Sutherland, Luciano Pavarotti, Piero Cappuccilli        | Richard Bonynge       | Decca               |
| 1974 | La favorita Baldassarre               | Fiorenza Cossotto, Luciano Pavarotti, Gabriel Bacquier       | Richard Bonynge       | Decca               |
|      | Eugenio Onieghin Gremin               | Bernd Weikl, Teresa Kubiak, Stuart Burrows                   | Georg Solti           | Decca               |
| 1976 | Il trovatore Ferrando                 | Luciano Pavarotti, Joan Sutherland, Ingvar Wixell            | Richard Bonynge       | Decca               |
|      | Macbeth Banco                         | Piero Cappuccilli, Shirley Verrett, Plácido Domingo          | Claudio Abbado        | Deutsche Grammophon |
| 1977 | Simon Boccanegra Jacopo Fiesco        | Piero Cappuccilli, Mirella Freni, José Carreras              | Claudio Abbado        | Deutsche Grammophon |
|      | Nabucco Zaccaria                      | Matteo Manuguerra, Renata Scotto, Veriano Luchetti           | Riccardo Muti         | EMI                 |
| 1978 | Don Quichotte                         | Regine Crespin, Gabriel Bacquier, Michèle Command            | Kazimier Kord         | Decca               |
|      | Guglielmo Tell Gualtiero Fürst        | Sherrill Milnes, Mirella Freni, Luciano Pavarotti            | Riccardo Chailly      | Decca               |
|      | Don Carlo Filippo II                  | José Carreras, Mirella Freni, Piero Cappuccilli              | Herbert von Karajan   | EMI                 |
|      | Faust Méphistophélès                  | Placido Domingo, Mirella Freni, Michèlle Command             | Georges Prêtre        | EMI                 |
| 1979 | Le Roi de Lahore Indra                | Joan Sutherland, Sherrill Milnes, Huguette Tourangeau        | Richard Bonynge       | Decca               |
|      | Rigoletto Sparafucile                 | Piero Cappuccilli, Ileana Cotrubaș, Plácido Domingo          | Carlo Maria Giulini   | Deutsche Grammophon |
| 1980 | La sonnambula Conte Rodolfo           | Joan Sutherland, Luciano Pavarotti, Nicolaj Ghiaurov         | Richard Bonynge       | Decca               |
|      | La Gioconda Alvise Badoéro            | Montserrat Caballé, Luciano Pavarotti, Nicolaj Ghiaurov      | Bruno Bartoletti      | Decca               |
|      | Aida Ramfis                           | Katia Ricciarelli, Plácido Domingo, Nicolaj Ghiaurov         | Claudio Abbado        | Deutsche Grammophon |
| 1982 | Mefistofele                           | Nicolaj Ghiaurov, Mirella Freni, Luciano Pavarotti           | Oliviero De Fabritiis | Decca               |
| 1983 | Don Carlos Le Grand Inquisitor        | Placido Domingo, Katia Ricciarelli, Ruggero Raimondi         | Claudio Abbado        | Deutsche Grammophon |
| 1986 | Boris Godunov                         | Stefka Mineva, Nikola Gjuzelev, Michail Svetlev              | Emil Čakărov          | Sony                |
| 1987 | Il principe Igor Kan Konchak          | Boris Martinovich, Stefka Evstatieva, Kaludi Kaludov         | Emil Čakărov          | Sony                |
| 1988 | Rigoletto Sparafucile                 | Leo Nucci, June Anderson, Luciano Pavarotti                  | Riccardo Chailly      | Decca               |
| 1989 | Chovanščina Ivan Chovanskij           | Zdravko Gadjev, Aleksandrina Milčeva, Marija Petrova Popova  | Emil Čakărov          | Sony                |

## DVD & BLU-RAY parziale
- Ciaikovsky, Eugene Onegin - Solti/Ghiaurov/Kubiak/Weikl, regia Peter Weigl, 1974 Decca
- Mussorgsky: Khovanshchina (Vienna State Opera, 1989) - Nicolai Ghiaurov/Vladimir Andreevič Atlantov/Paata Burchuladze/Claudio Abbado, Arthaus Musik/Naxos
- Puccini: La Bohème (San Francisco Opera, 1988) - Mirella Freni/Luciano Pavarotti/Gino Quilico/Nicolai Ghiaurov, Arthaus Musik/Naxos
- Verdi: Aida (La Scala, 1986) - Maria Chiara/Luciano Pavarotti/Ghena Dimitrova/Nicolai Ghiaurov/Juan Pons/Paata Burchuladze/Lorin Maazel, regia Luca Ronconi, Arthaus Musik/Naxos
- Verdi, Don Carlos - Levine/Domingo/Freni/Bumbry, 1983 Deutsche Grammophon

## Repertorio
| Ruolo                            | Titolo                    | Autore     |
| -------------------------------- | ------------------------- | ---------- |
| Conte Rodolfo                    | La sonnambula             | Bellini    |
| Oroveso                          | Norma                     | Bellini    |
| Sir Giorgio                      | I puritani                | Bellini    |
| Papa Clemente VII                | Benvenuto Cellini         | Berlioz    |
| Mefistofele                      | Mefistofele               | Boito      |
| Khan Končak                      | Il principe Igor          | Borodin    |
| Principe Gremin                  | Evgenij Onegin            | Čajkovskij |
| Creonte                          | Medea                     | Cherubini  |
| Arkel                            | Pelléas et Mélisande      | Debussy    |
| Enrico VIII                      | Anna Bolena               | Donizetti  |
| Raimondo Bidebent                | Lucia di Lammermoor       | Donizetti  |
| Baldassarre                      | La favorita               | Donizetti  |
| Méphistophélès                   | Faust                     | Gounod     |
| Gorjančikov                      | Da una casa di morti      | Janáček    |
| Il cieco                         | Iris                      | Mascagni   |
| Indra                            | Le roi de Lahore          | Massenet   |
| Le Prieur                        | Le jongleur de Notre-Dame | Massenet   |
| Don Quichotte                    | Don Quichotte             | Massenet   |
| Marcello                         | Gli ugonotti              | Meyerbeer  |
| Seneca                           | L'incoronazione di Poppea | Monteverdi |
| Don Giovanni                     | Don Giovanni              | Mozart     |
| Boris Godunov Varlaam            | Boris Godunov             | Musorgskij |
| Ivan Chovanskij                  | Chovanščina               | Musorgskij |
| Alvise Badoero                   | La Gioconda               | Ponchielli |
| Colline                          | La bohème                 | Puccini    |
| Timur                            | Turandot                  | Puccini    |
| Don Basilio Figaro               | Il barbiere di Siviglia   | Rossini    |
| Mosè                             | Mosè                      | Rossini    |
| Gualtiero Farst                  | Guglielmo Tell            | Rossini    |
| Zaccaria                         | Nabucco                   | Verdi      |
| Don Ruy Gomez de Silva           | Ernani                    | Verdi      |
| Attila                           | Attila                    | Verdi      |
| Banco                            | Macbeth                   | Verdi      |
| Sparafucile                      | Rigoletto                 | Verdi      |
| Ferrando                         | Il trovatore              | Verdi      |
| Jacopo Fiesco                    | Simon Boccanegra          | Verdi      |
| Padre Guardiano                  | La forza del destino      | Verdi      |
| Filippo II Il Grande Inquisitore | Don Carlo                 | Verdi      |
| Ramfis                           | Aida                      | Verdi      |